# Gare de Pont-Cardinet
Pour les articles homonymes, voir Pont-Cardinet.
La gare de Pont-Cardinet est une gare ferroviaire française, située dans le quartier  des Batignolles, faisant partie du 17e arrondissement de Paris. C'est une gare de la Société nationale des chemins de fer français (SNCF), desservie par les trains de la ligne L du Transilien (réseau Paris-Saint-Lazare). Elle se situe à une distance de 1,7 km de la gare de Paris-Saint-Lazare.
C'est la seule gare de Paris intra-muros en service qui n'est pas desservie par le RER ni par les trains de grandes lignes. Progressivement délaissée au cours du XXe siècle, son intérêt réapparaît avec la mutation du quartier des Batignolles. Depuis 2020, elle est en correspondance avec la ligne 14 du métro via la station Pont Cardinet et retrouve une nouvelle centralité.

## Situation ferroviaire

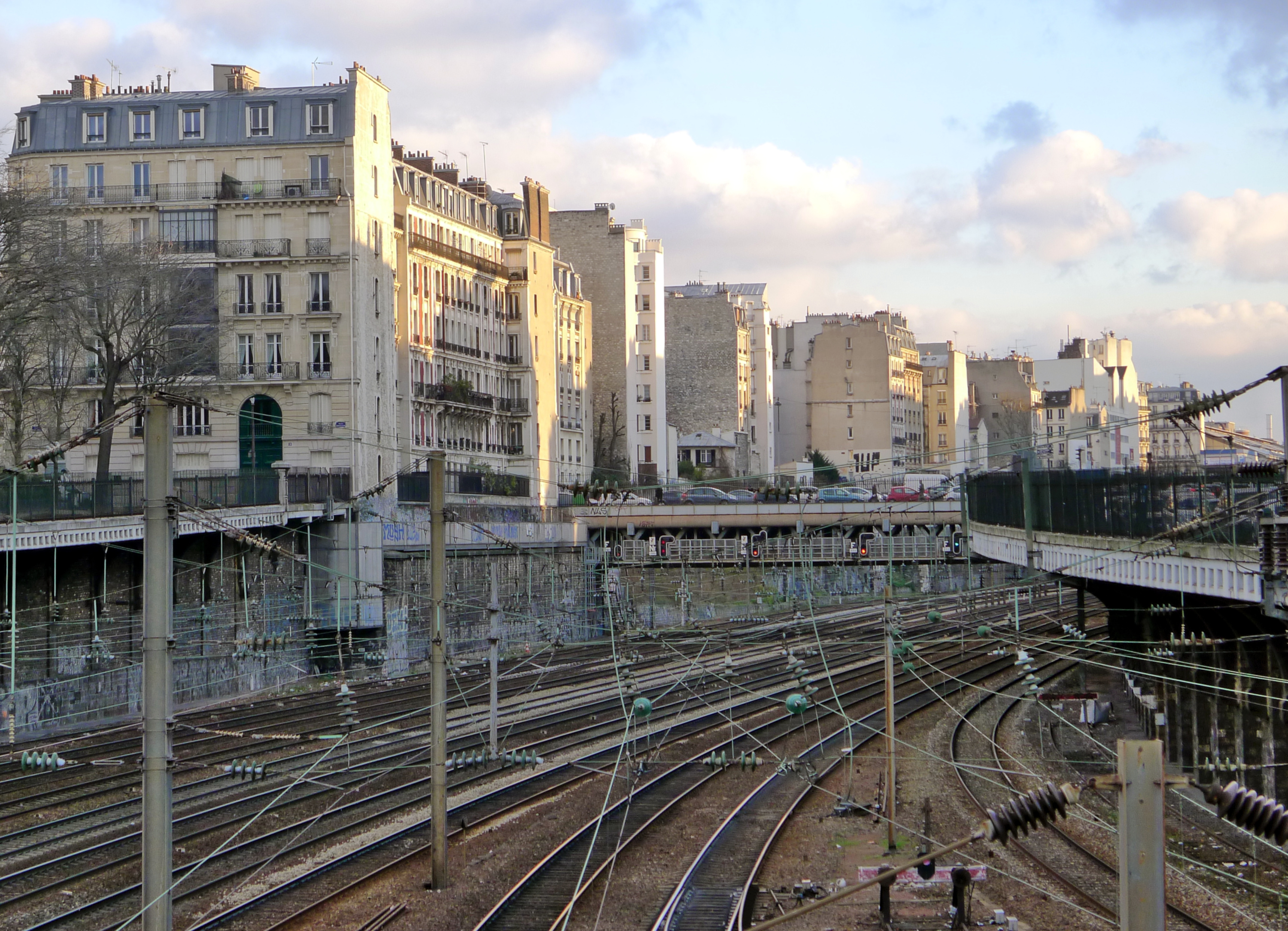
Voies à proximité de la gare de Pont-Cardinet.

La gare de Pont-Cardinet est située au point kilométrique (PK) 1,725 des lignes suivantes :
- ligne de Paris-Saint-Lazare à Versailles-Rive-Droite (Groupe II) ;
- ligne de Paris à Saint-Germain-en-Laye (Groupe III) ;
- ligne de Paris-Saint-Lazare à Ermont - Eaubonne, où les trains ne s'arrêtent pas (Groupe IV).

Il n'existe pas de quais pour les groupes IV et V. La gare se situe également sur la ligne de Pont-Cardinet à Auteuil – Boulogne (ancien Groupe I) au PK 8,903. La gare était à l'origine de cette ligne dite ligne d'Auteuil, située le long du boulevard Pereire, mais les quais ont depuis été détruits.
L'altitude de la gare est de 36 m. Le bâtiment voyageurs, au niveau de la voirie, surplombe les voies. L'accès aux quais se fait par des escaliers fixes.

## Histoire

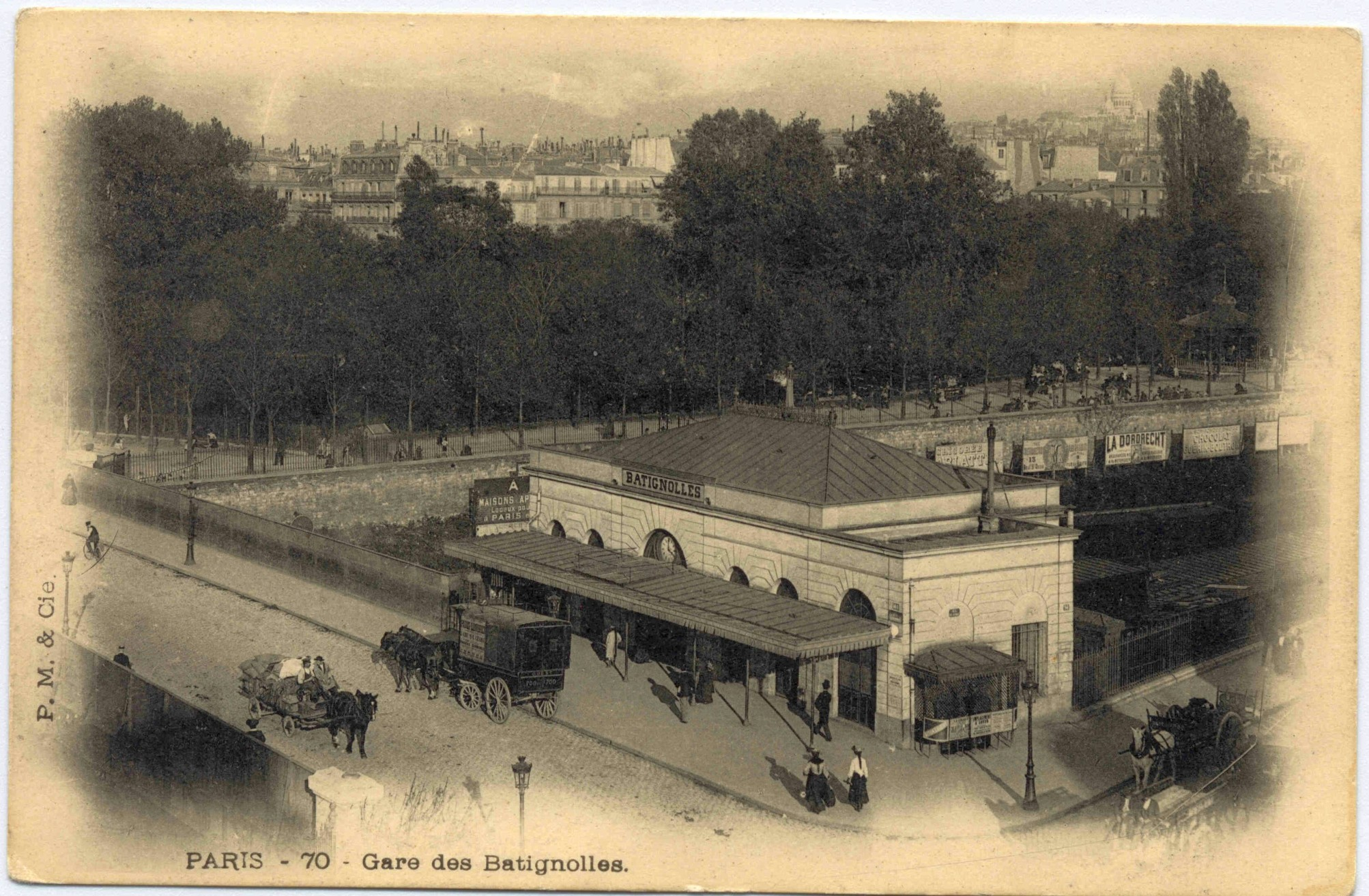
La gare au début XXe siècle.

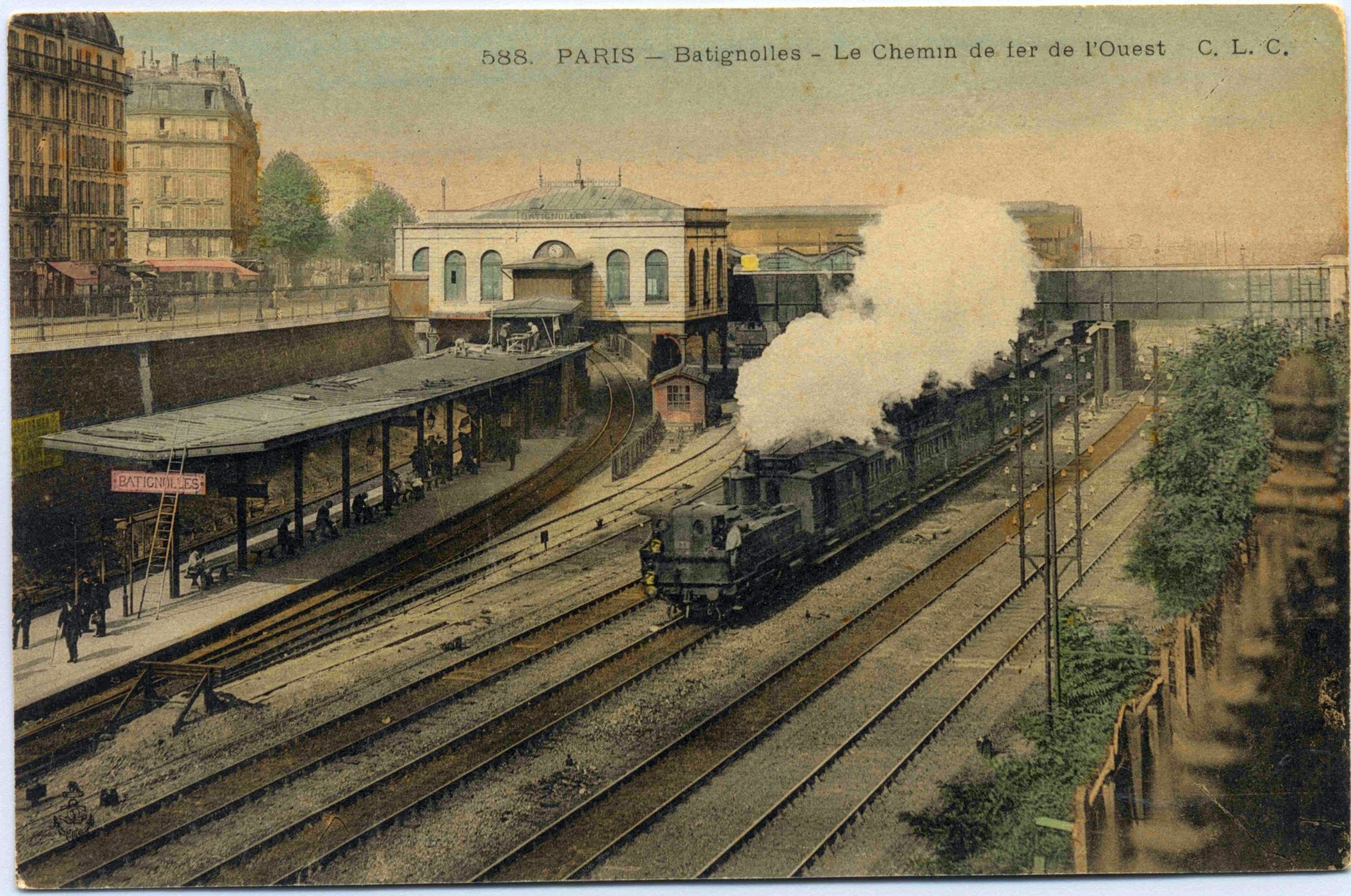
Autre plan de la gare à la même période.

La station des Batignolles est ouverte le 2 mai 1854 sur la ligne d'Auteuil. En 1912, à la suite de la réalisation de deux nouvelles voies en direction de Versailles, le bâtiment d'origine, détruit l'année précédente, laisse la place à un bâtiment provisoire en bois, placé le long du boulevard Pereire. En 1922, la gare est reconstruite en béton à l'angle du boulevard Pereire sud et du pont Cardinet : elle est ouverte le 15 mai 1922 et prend le nom de « Pont Cardinet ».
En 1996, intervient la fermeture au trafic voyageurs du tronçon d'origine de l'embranchement de l'ancienne ligne d'Auteuil (ou groupe I). Le service voyageurs vers la gare de Pereire - Levallois est remplacé par un service de bus de la SNCF.
Depuis le 14 décembre 2008, dans le sens de la pointe, les trains en provenance (le matin) et en direction (le soir) de Cergy-le-Haut s'arrêtent à Pont-Cardinet.
Pour répondre au développement du quartier, il avait été envisagé que le prolongement du RER E à l'Ouest desserve la gare de Pont-Cardinet. Mais le tracé finalement retenu, par la gare de la Porte Maillot, est incompatible avec cette solution.
En contrepartie, la région Île-de-France a envisagé d'améliorer la desserte de Pont-Cardinet par les trains de la ligne L du réseau Saint-Lazare. Le 9 décembre 2009, le Syndicat des transports d'Île-de-France (STIF, devenu Île-de-France Mobilités) a ainsi annoncé qu'à la mise en service du prolongement du RER E à La Défense, le nombre de trains marquant l'arrêt à la gare de Pont-Cardinet pourra être augmenté fortement avec la mise en place d'une fréquence de type métro, allant jusqu'à 28 trains par heure à terme aux heures de pointe (28 trains en provenance de Saint-Lazare, soit un train toutes les 2 minutes, et 16 trains par heure en direction de La Défense) ».

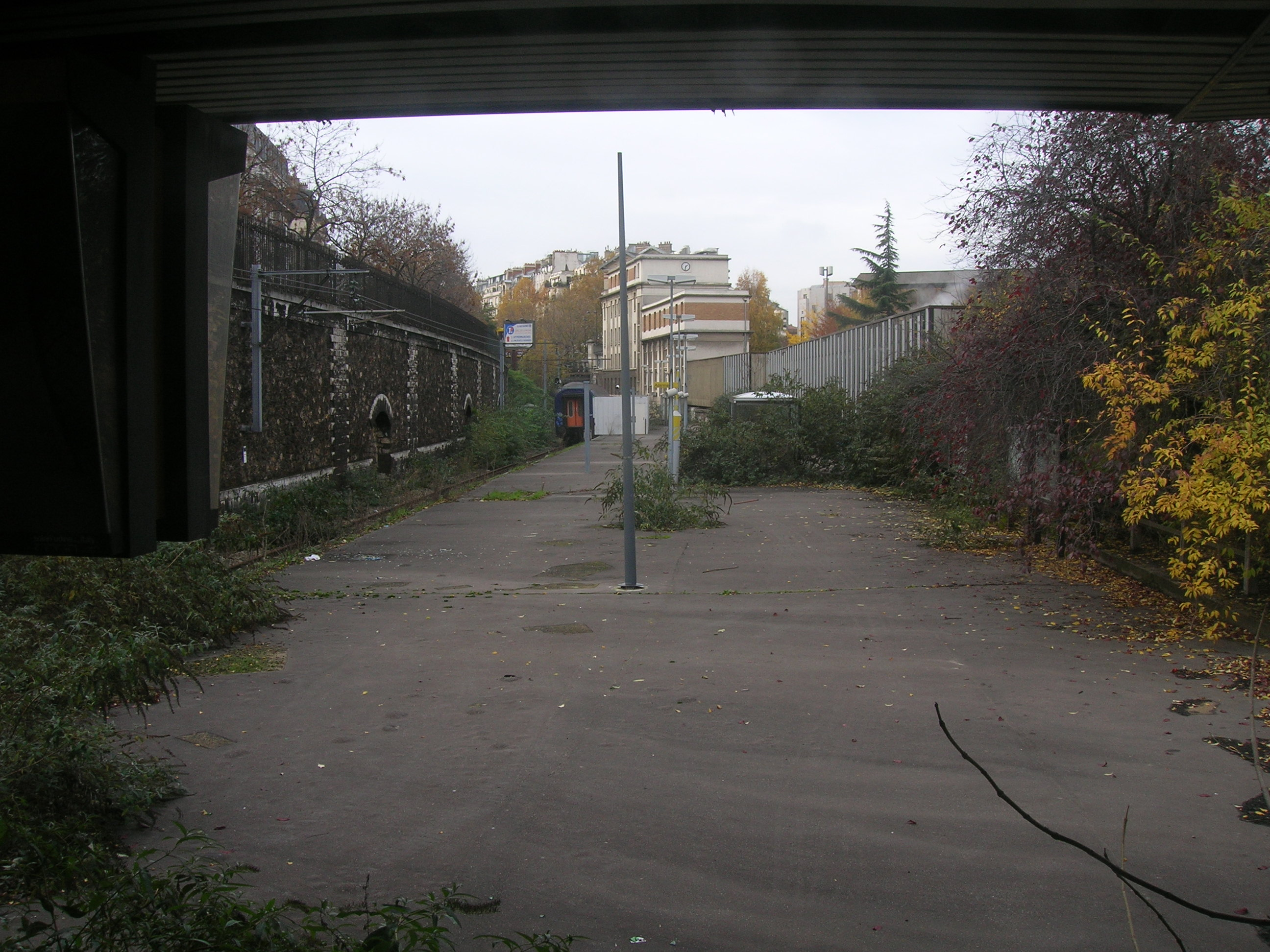
Le quai de la ligne d'Auteuil, avant sa destruction vers 2010 pour la construction d'un immeuble de bureaux.

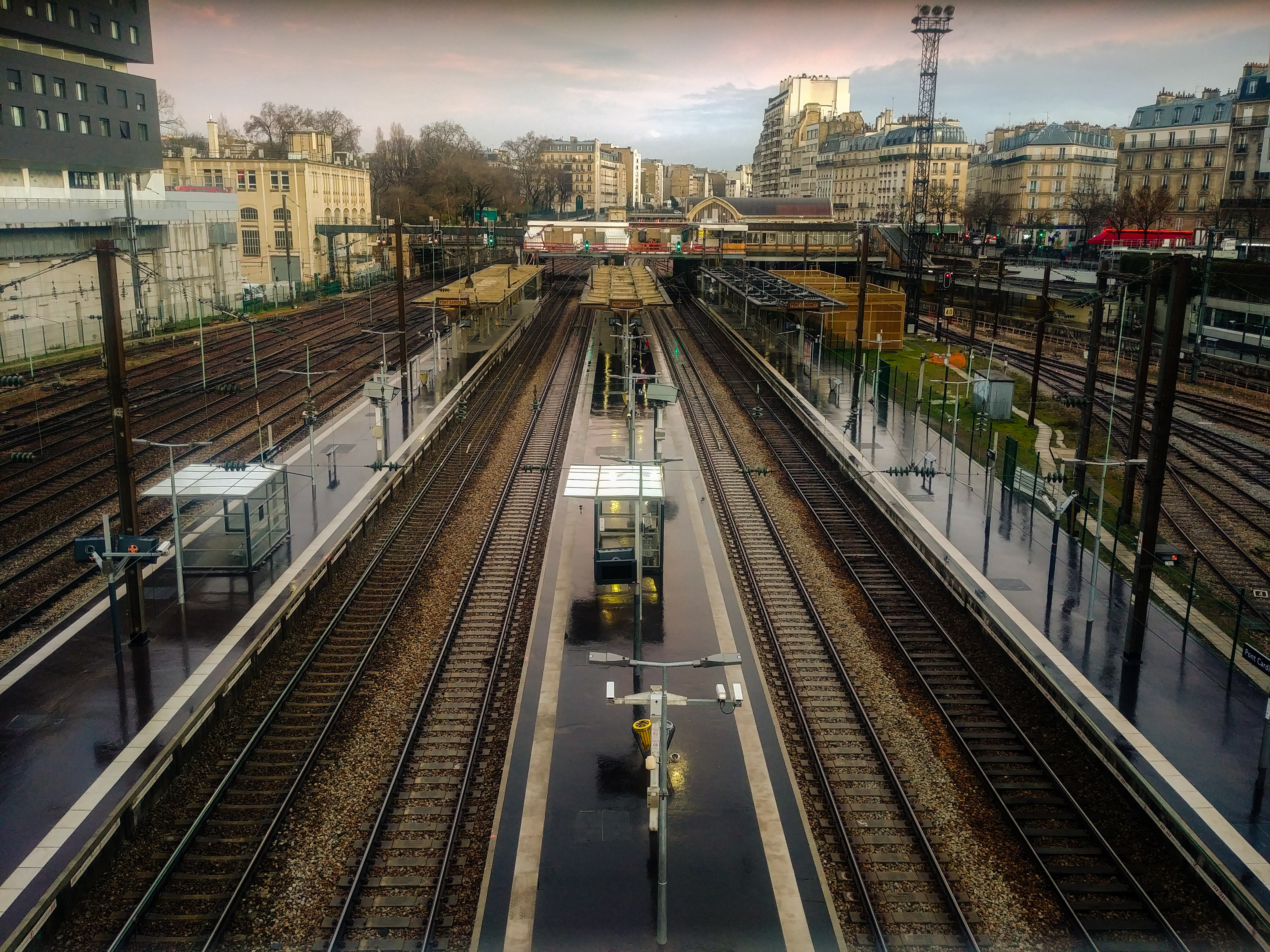
La gare vue depuis le pont de la rue Mère-Teresa. Inauguré en 2017, il ne permet pas d'accéder à la gare.

Ce projet de renforcement de la desserte de Pont-Cardinet fait partie des améliorations que le prolongement occidental du RER E permet d'envisager. Ainsi, l'accès au quartier d'affaires de La Défense sera amélioré depuis le quartier des Batignolles.
Dans le cadre de la refonte de la desserte du groupe II, à partir du 13 décembre 2015 pour le service annuel 2016, les trains de la branche de Versailles-Rive-Droite marquent un arrêt supplémentaire en gare du Pont-Cardinet dans les deux sens de circulation (Paris - Versailles et Versailles - Paris), aux heures creuses comme aux heures de pointe.
En 2017, afin de mieux relier les deux franges du quartier des Batignolles est ouvert le prolongement de la rue Mère-Teresa grâce à un pont prenant appui sur les quais de la gare mais aucun accès à la gare n'est possible depuis ce pont.
En 2022, selon les estimations de la SNCF, la fréquentation annuelle de la gare est de 7 490 334 voyageurs.

### Connexion avec la ligne 14 du métro
Dans le cadre de la concertation publique sur le prolongement de la ligne 14 jusqu'à Mairie de Saint-Ouen, lancée en janvier 2010, de nombreux contributeurs ont réclamé une station de cette ligne au niveau de la gare de Pont-Cardinet pour mieux desservir le nouveau quartier de Clichy-Batignolles. Le responsable du STIF a indiqué, en synthèse de cette concertation, qu'il proposera au conseil du STIF d'étudier cette réalisation.
Ce projet a donné lieu à un soutien actif de Brigitte Kuster, maire UMP du 17e arrondissement, relayé par Annick Lepetit, adjointe au maire de Paris chargée des transports et députée PS de la circonscription.
Le 26 janvier 2011, l'État et la Région se sont mis d'accord sur les grandes orientations des transports en commun en Île-de-France jusqu'en 2025 et, dans le détail, ont acté notamment la réalisation d'une station de la ligne 14 à Pont-Cardinet.
La station de métro Pont Cardinet, mise en service le 14 décembre 2020, est implantée sous l'extension du parc Martin-Luther-King, qui est aménagée dans le cadre du projet urbain Clichy-Batignolles. L’accès principal à la station est situé rue Cardinet, face au square des Batignolles. Pour les usagers, la liaison entre la gare et la station de métro se fait par la voie publique.

## Services voyageurs

### Accueil

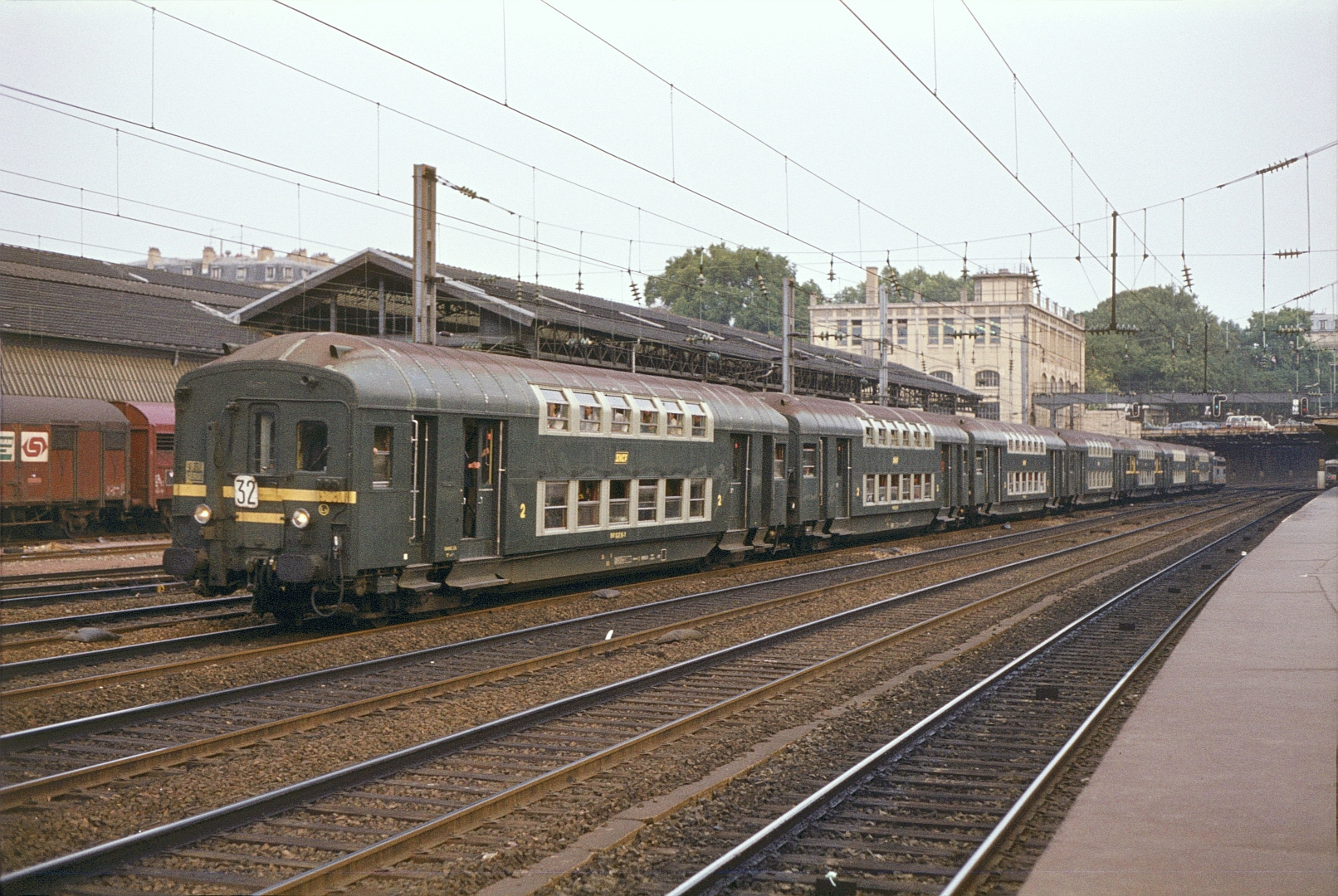
Un train direct Argenteuil, composé de voitures ex-État à deux niveaux, passe la gare de Pont-Cardinet par les voies du groupe VI, le 17 septembre 1982.

Gare SNCF Transilien, elle dispose d'un bâtiment voyageurs, avec guichets, ouvert tous les jours. Elle est équipée de bornes permettant l'achat de billets Transilien et grandes lignes, ainsi que le rechargement des forfaits Navigo. Divers services sont disponibles, notamment un parc à vélo et un parking aménagé pour les véhicules de personnes handicapées. Un commerce de presse et plusieurs distributeurs automatiques sont présents dans le hall voyageurs. Elle dispose d'un unique accès sur la rue Cardinet.

### Desserte

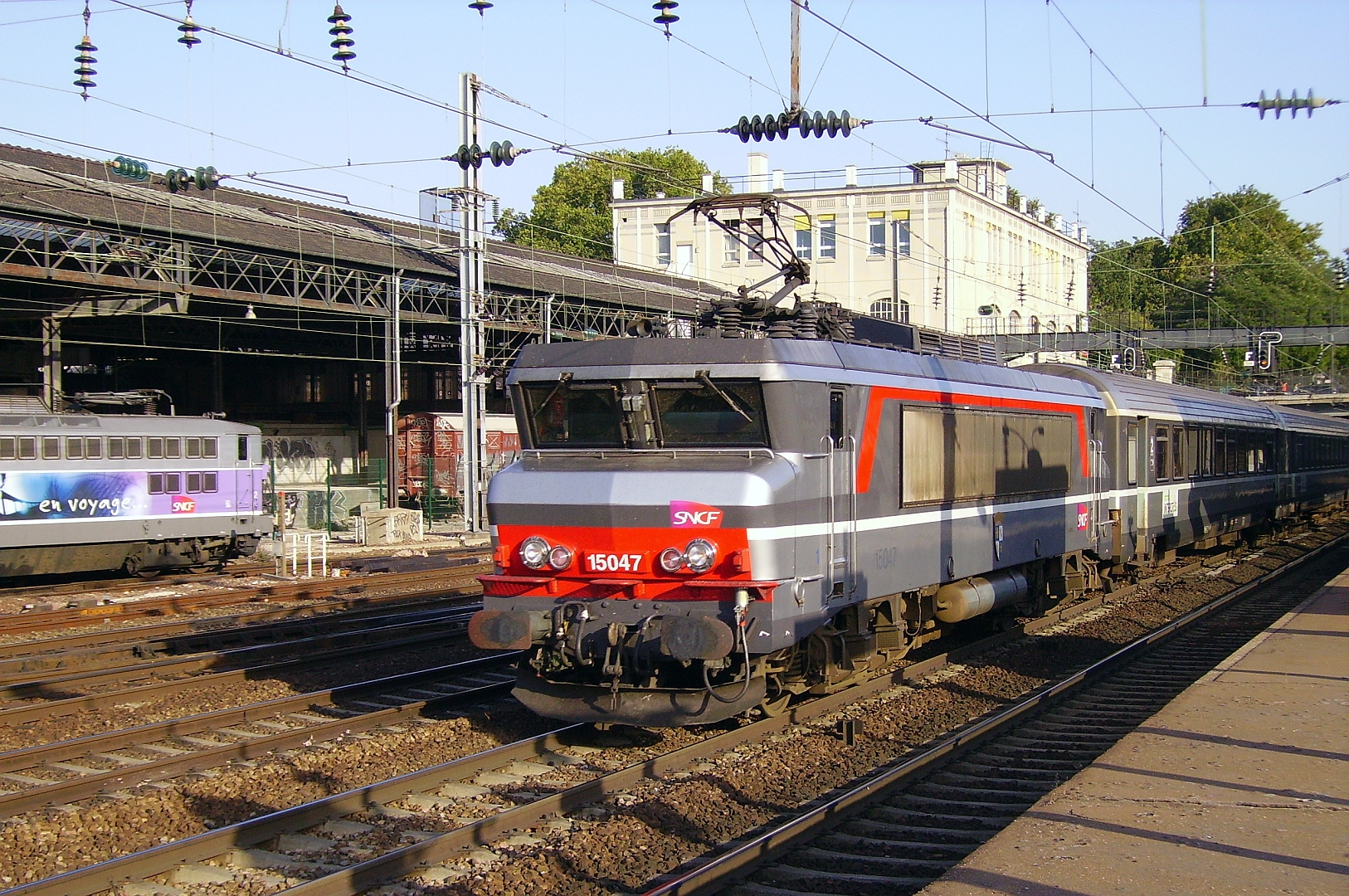
Un train de grandes lignes passe la gare de Pont-Cardinet, le 11 septembre 2007.

La gare de Pont-Cardinet est desservie par les trains de la ligne L du réseau Transilien Paris Saint-Lazare.
Depuis le 10 décembre 2017, la gare est desservie par :
- les trains entre Paris-Saint-Lazare, Nanterre-Université, Maisons-Laffitte et Cergy-le-Haut (via les lignes de Paris-Saint-Lazare au Havre, d'Achères à Pontoise et de la bifurcation de Neuville à Cergy-Préfecture). ;
- les trains entre Paris-Saint-Lazare et Versailles-Rive-Droite (via la ligne de Paris-Saint-Lazare à Versailles-Rive-Droite) ;
- les trains entre Paris-Saint-Lazare et Saint-Nom-la-Bretèche - Forêt de Marly (via les lignes de Paris-Saint-Lazare à Versailles-Rive-Droite et de Saint-Cloud à Saint-Nom-la-Bretèche - Forêt-de-Marly), uniquement avant 6 h et après 21 h 30.

### Intermodalité
À proximité, le long de la rue Cardinet, la gare est en correspondance avec la ligne 14 du métro via la station Pont Cardinet.
La gare est desservie par les lignes 28, 31, 94, 163 et Traverse Batignolles-Bichat (518) du réseau de bus RATP et, la nuit, par la ligne N154 du réseau de bus Noctilien. En outre, l'arrêt Parc Martin Luther King, également situé à proximité de la gare, est desservi par la ligne 66 du réseau de bus RATP.

## Architecture

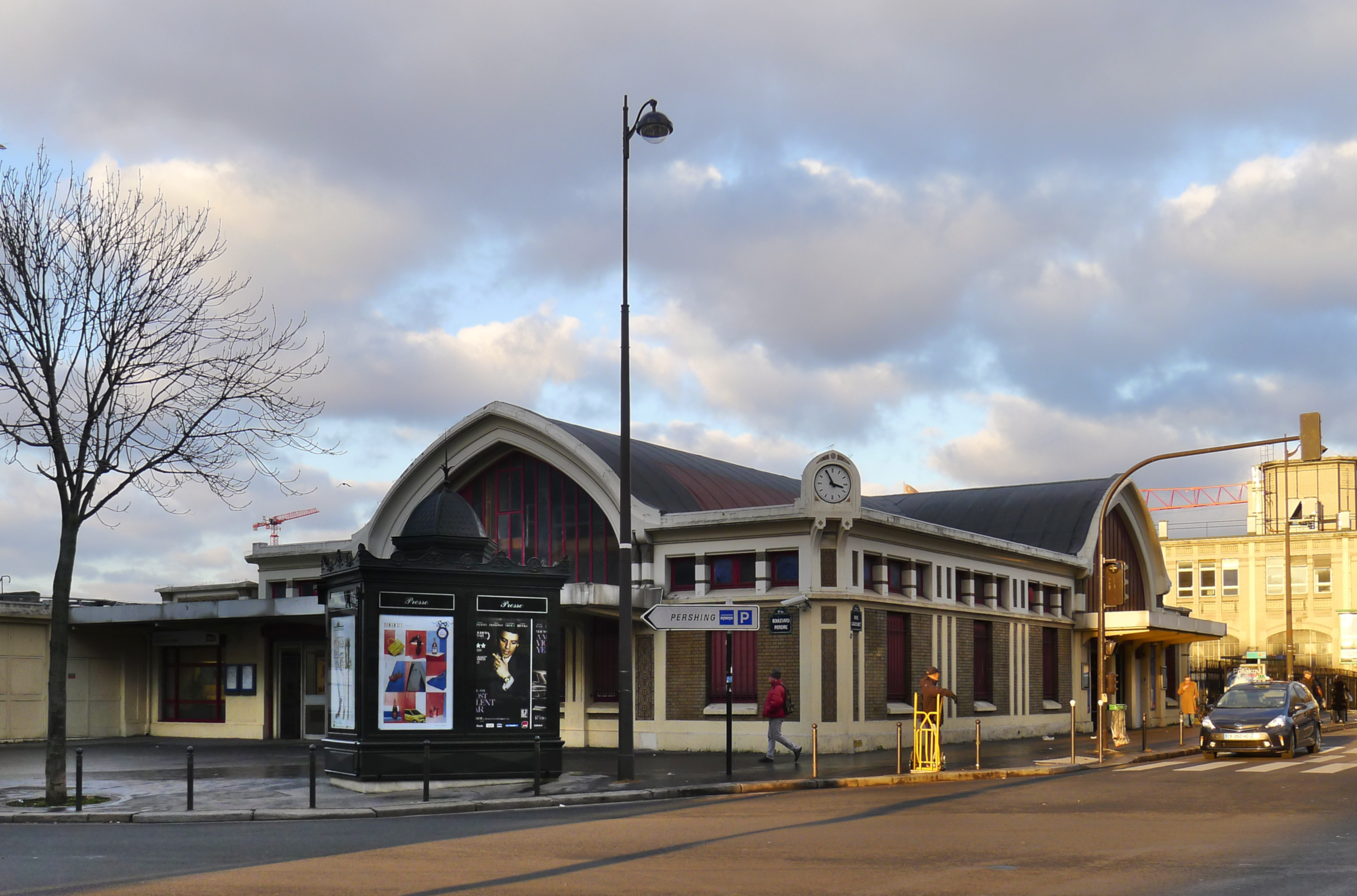
La gare de Pont-Cardinet, à l'angle de la rue Cardinet et du boulevard Pereire.

« La nouvelle gare des Batignolles, sans aucune prétention, mais dont les lignes sont logiques et où, par surcroît, de légers motifs de céramique prouvent un souci de coquetterie, montre un judicieux emploi du ciment armé. »

— Henri Verne et René Chavance, Pour comprendre l'art décoratif moderne en France, Paris 1925, Hachette, p. 60-61, avec une photographie.

## À proximité
La gare de Pont-Cardinet se situe à proximité des deux espaces verts, le parc Martin-Luther-King et le square des Batignolles, ainsi que près du nouveau quartier Clichy-Batignolles.

## Projets
Il est envisagé à terme[Quand ?] que les trains de la ligne J du Transilien, groupe IV, reliant de Paris-Saint-Lazare à Ermont - Eaubonne, effectuent un arrêt supplémentaire en gare de Pont-Cardinet, afin de favoriser la correspondance avec la ligne 14 du métro.